# Ребигер, Сидней
Ларс Сидней Ребигер (нем. Lars Sidney Raebiger; родился 17 апреля 2005) — немецкий футболист, полузащитник клуба «Айнтрахт» (Брауншвейг).

## Клубная карьера
Выступал за молодёжные команды клубов «Бранд-Эрбисдорф» и «Фортуна Лангенау». В 2015 году стал игроком футбольной академии немецкого клуба «РБ Лейпциг». В 2021 году подписал свой первый профессиональный контракт с клубом. 7 августа 2021 года дебютировал в основном составе «РБ Лейпциг» в матче Кубка Германии против «Зандхаузена». В возрасте 16 лет и 112 дней стал самым молодым игроком, сыгравшим в официальных матчах за «РБ Лейпциг». 8 января 2022 года дебютировал в немецкой Бундеслиге, выйдя на замену Доминику Собослаи в матче против клуба «Майнц 05». В возрасте 16 лет, 8 месяцев и 22 дней стал самым юным дебютантом «Лейпцига» в Бундеслиге и третьим в списке самых молодых игроков в истории этого турнира.

## Карьера в сборной
Выступал за сборные Германии до 16 и до 17 лет.